# Wożuczyn
Wożuczyn – wieś w Polsce położona w województwie lubelskim, w powiecie tomaszowskim, w gminie Rachanie. Leży przy drodze wojewódzkiej nr 850.
W latach 1975–1998 miejscowość administracyjnie należała do ówczesniego województwa zamojskiego.
Wieś jest sołectwem w gminie Rachanie, siedzibą rzymskokatolickiej parafii Nawiedzenia Najświętszej Maryi Panny. Według Narodowego Spisu Powszechnego z roku 2011 wieś liczyła 768 mieszkańców.

## Części wsi
| SIMC    | Nazwa      | Rodzaj    |
| ------- | ---------- | --------- |
| 0896953 | Bramka     | część wsi |
| 0896960 | Cegielnia  | część wsi |
| 0896976 | Maciejówka | część wsi |
| 0896982 | Podtopólka | część wsi |
| 0896999 | Wypychówka | część wsi |
| 0897007 | Zakościół  | część wsi |

## Historia
W 1409 we wsi szlacheckiej Wożuczyn erygowana została parafia łacińska. Wówczas po raz pierwszy miejscowość występuje w źródłach. Wieś była siedzibą rodu Wożuczyńskich herbu Godziemba. W 1595 wieś spłonęła w wyniku najazdu Tatarów.

## Zabytki
- Zamczysko – po 1595 na wzgórzu wojski bełski Jakub Wożuczyński polecił wybudować zamek bastejowy, na którego terenie znajdowała się kaplica o wymiarach 20 × 11 m. Zamek spłonął w 1666. Około 1735 dobra wożuczyńskie kupił Szkot Wilhelm Mier i około roku 1739 przebudował pozostałości zamku na późnobarokowy pałac z teatrem i ogrodem włoskim. Pałac ten przebudował Józef Wydżga pod koniec XIX wieku. W czasie pierwszej wojny światowej, w dniach 30 i 31 lipca 1915, od pocisków austriackich częściowo zburzony pałac spłonął wraz z całą jego zawartością i zamienił się w ruinę[10]. W pałacu spłonął oprócz wielu starych mahoni, porcelan, sreber i obrazów, fortepian Bucholtza, na którym grywał i komponował Fryderyk Chopin, przyjaciel Tytusa Wojciechowskiego, dziada po kądzieli pani J. Wydżgi, liczne rękopisy i listów Chopina, między innymi dwa niewydane i nieznane utwory: Variation a quatre mains na 17 stronicach i Kontredans oraz pamiątkowy ołówek[a][11]. Spłonęła bogata biblioteka. W 1915 zniszczone zostały także dwa budynki gospodarcze z XVIII/XIX w., położone na folwarku. Pałac nie został odbudowany. Mury zostały rozebrane w 1934 na polecenie ówczesnego właściciela, a ich pozostałości po 1946 przez okolicznych mieszkańców[12]. Pozostałości zespołu pałacowo-parkowego: budynek bramny (ob. mieszkalny), obeliski bramne, relikty d. murów obronnych, podziemia oraz park figurują w wojewódzkim rejestrze zabytków (Nr A/1463).
- Kościół parafialny z lat 1742-1750 w stylu późnobarokowym fundacji Wilhelma Miera. Kościół istniał jeszcze w XVI wieku, ale w 1595 świątynię zniszczyli Tatarzy. Potem zbudowano drewniany budynek kościoła, który w 1648 został spalony przez Kozaków. Odbudowano go w 1684. W 1805 wszedł w posiadanie diecezji lubelskiej. Od lipca 1943 do lipca 1944 budynek kościoła służył jako magazyn zbożowy, a nabożeństwa odbywały się w stodole w Kolonii Zwiartówek u p. Gałana.
- Cmentarz

## Galeria

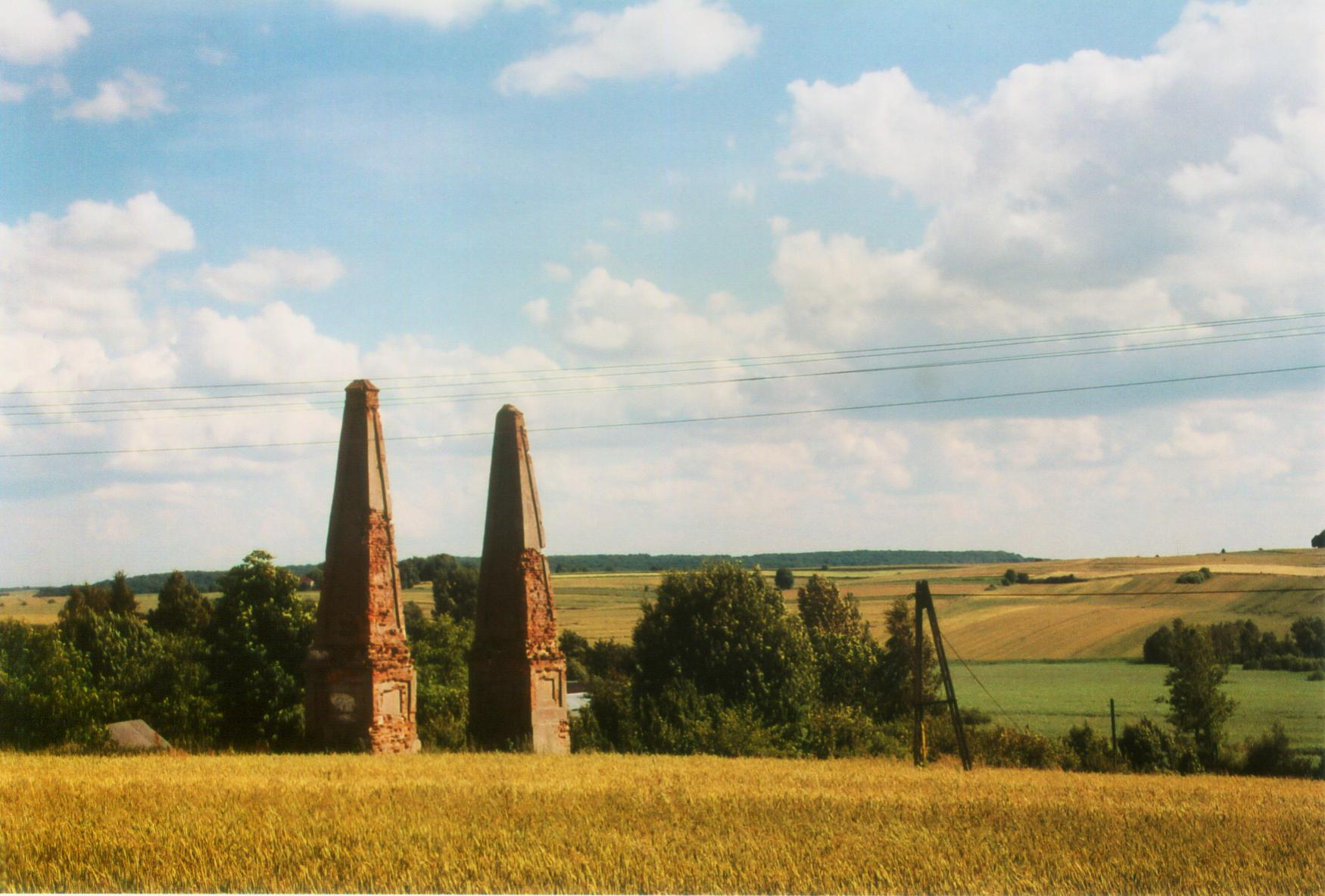
Obeliski będące pozostałością bramy pałacowej
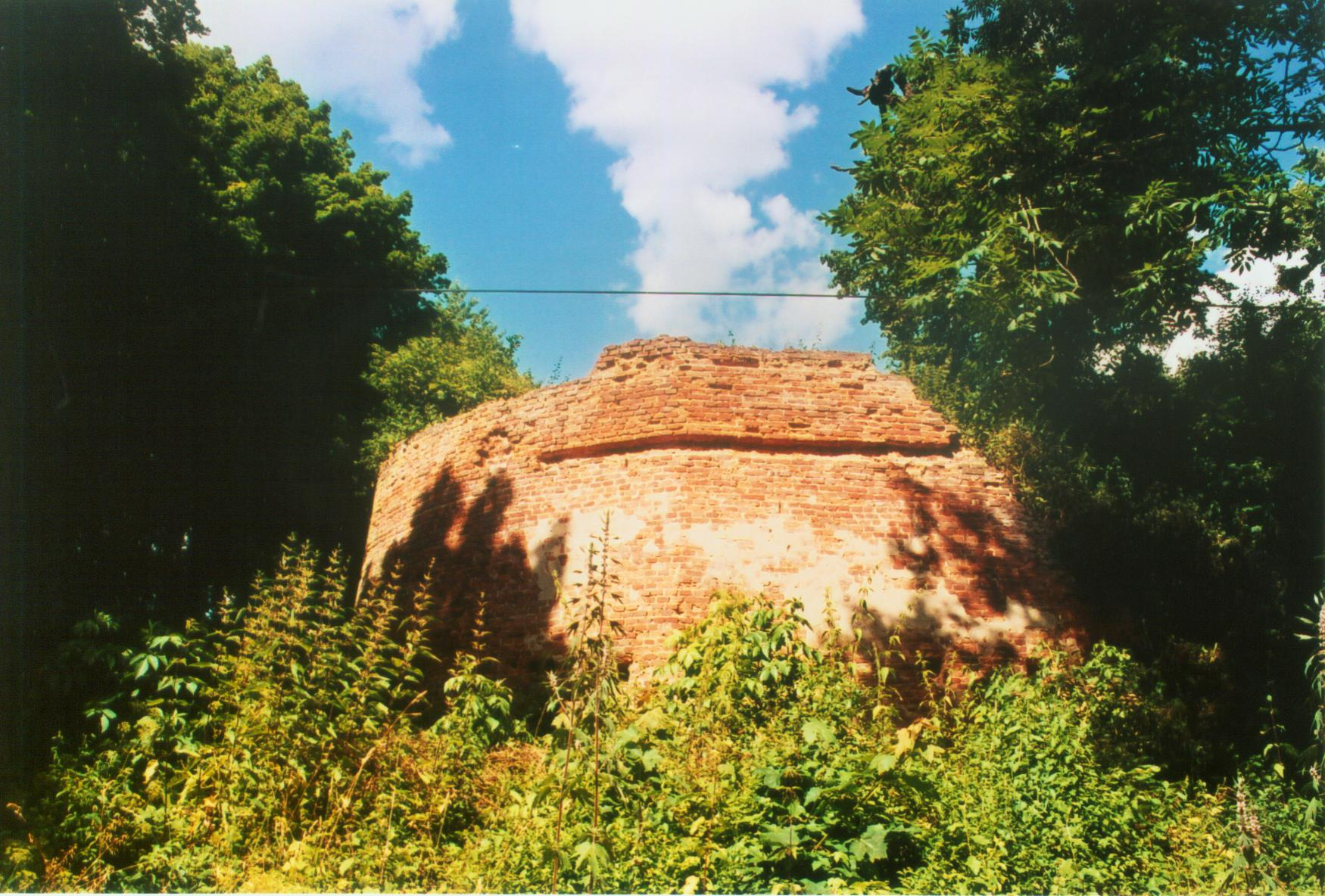
Zamek - pozostałości murów obronnych
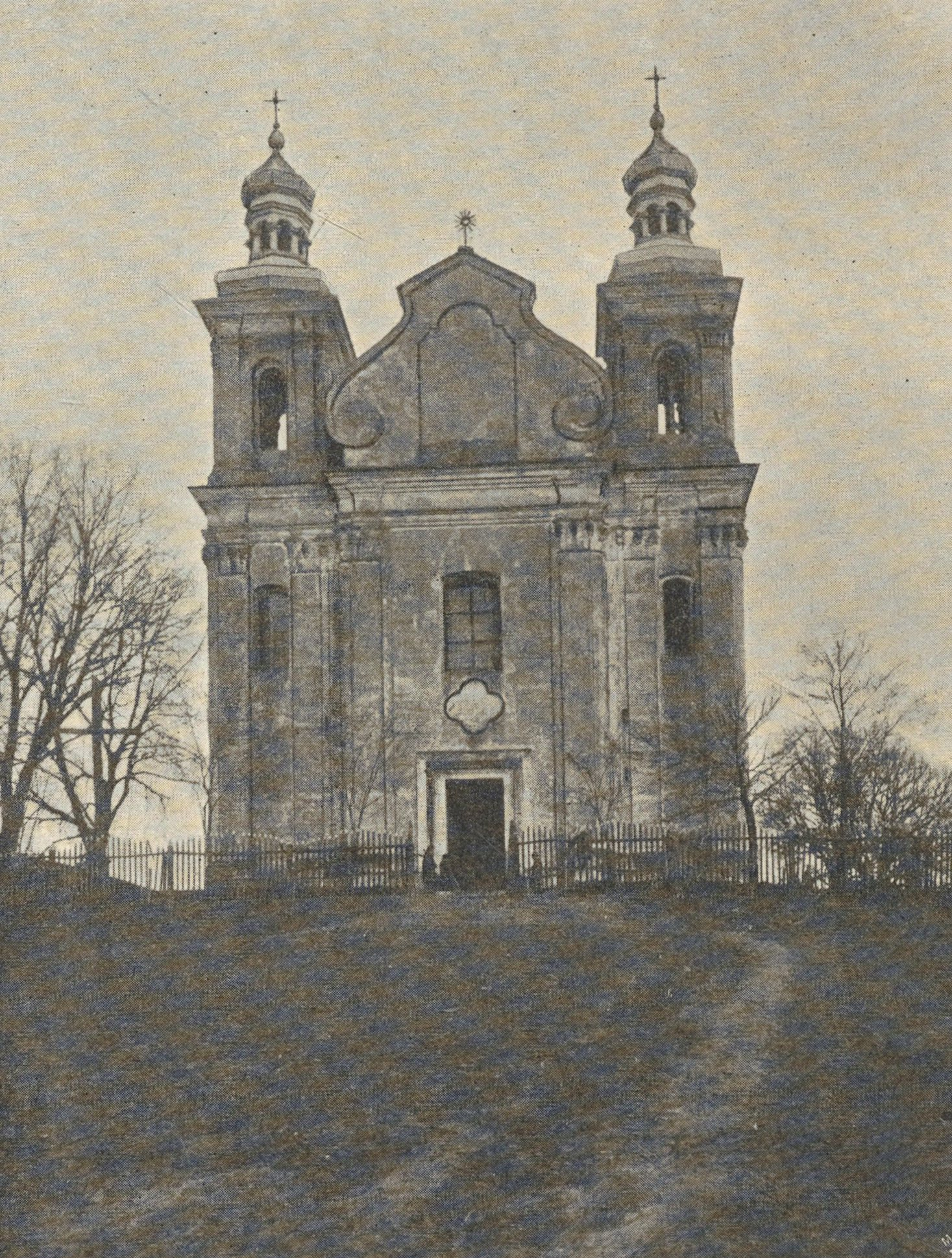
Widok kościoła przed 1908 r.